# Aillianville
Aillianville is een gemeente in het Franse departement Haute-Marne (regio Grand Est) en telt 170 inwoners (2004). De plaats maakt deel uit van het arrondissement Chaumont.

## Geografie
De oppervlakte van Aillianville bedraagt 24,3 km², de bevolkingsdichtheid is 7,0 inwoners per km².
De onderstaande kaart toont de ligging van Aillianville met de belangrijkste infrastructuur en aangrenzende gemeenten.

## Demografie
Onderstaande figuur toont het verloop van het inwonertal (bron: INSEE-tellingen).